# Paolina Schiff
Paolina Schiff, född 1841, död 1926, var en italiensk lärare och rösträttskvinna. 
Hon blev 1880, tillsammans med Anna Maria Mozzoni och Cristina Rossi, en av grundarna av Lega promotrice degli interessi femminili. Hon var kallats en av den italienska kvinnorörelsens grundarpionjärer. Hon var också en av de första fem kvinnliga professorerna i Italien.